# Leo Tigga
Leo Tigga SJ (* 31. Januar 1916 in Paikpara, Indien; † 29. Januar 1986) war ein indischer Ordensgeistlicher und römisch-katholischer Bischof von Raiganj.

## Leben
Leo Tigga trat in die Ordensgemeinschaft der Jesuiten ein und empfing am 21. November 1948 das Sakrament der Priesterweihe. 
Am 8. August 1962 ernannte ihn Papst Johannes XXIII. zum ersten Diözesanbischof der mit gleichem Datum zum Bistum Dumka erhobenen vormaligen Apostolischen Präfektur Malda. Der Erzbischof von Malta, Michele Gonzi, spendete ihm am 7. Oktober desselben Jahres die Bischofsweihe; Mitkonsekratoren waren der Erzbischof von Ranchi, Pius Kerketta SJ, und der Bischof von Raigarh-Ambikapur, Stanislaus Tigga. Er nahm an allen vier Sitzungsperioden des Zweiten Vatikanischen Konzils als Konzilsvater teil.
Papst Paul VI. ernannte ihn am 8. Juni 1978 zum ersten Bischof des mit gleichem Datum errichteten Bistums Raiganj.